# Куллинан, Томас
Сэр Томас Куллинан (англ. Sir Thomas Cullinan; 12 февраля 1862, Капская колония  –  23 августа 1936, Йоханнесбург) – южноафриканский алмазный магнат.
Его имя было присвоено самому крупному из когда-либо обнаруженных алмазов. Был владельцем алмазного рудника Премьер, переименованного позже в рудник Куллинан, где 26 января 1905 года был добыт знаменитый драгоценный камень. Его имя также носит соседний город Куллинан. Во многом благодаря его содействию было построено здание методистской церкви в Тембисе, которая затем также была названа его именем.

## Биография
Томас Куллинан родился  12 февраля 1862 года в Капской колонии. В 1884 году он переехал в Барбертон и спустя два года женился. В 1887 году Томас Куллинан переехал в Йоханнесбург, где работал каменщиком и, скопив денег, занялся геологической разведкой. В 1897 году он переехал в оживлённый пригород Йоханнесбурга Парктаун, где возвёл свою усадьбу под названием «Вид». В 1898 году он обнаружил алмазные поля Премьер. Найдя алмаз возле забора фермы в земле, явно принесенной потоком, Куллинан заключил, что этот алмаз вымыло на другом участке, расположенном на возвышенности и несколько поодаль от существующих алмазных полей. На ближайшем инзельберге он отыскал алмазоносную кимберлитовую трубку.
Иоахим Принслоо, владелец земли, где уже находились золотые и алмазные прииски, не продал бы Куллинану этот участок. После смерти Принслоо, Куллинан купил землю у его дочери за 52 тысячи фунтов стерлингов.
Куллинан был одним из соучредителей и председателем промышленной палаты Трансвааля, а также членом Законодательного собрания Трансвааля и первого Союзного парламента 1910 года, в котором он представлял округ Западная Претория.
В знак признания вклада Куллинана в промышленное развитие в Южной Африке он был посвящен в рыцари в 1910 году на церемонии провозглашения Южно-Африканского Союза.
Сэр Томас Куллинан умер 23 августа 1936 года в Йоханнесбурге.

## Семейная жизнь
У него была семья и десять детей. Томас Куллинан является дедом известного южноафриканского поэта Патрика Куллинана.